# Tangsi Duren
Tangsi Duren is een bestuurslaag in het regentschap Kepahiang van de provincie Bengkulu, Indonesië. Tangsi Duren telt 843 inwoners (volkstelling 2010).